# Donalda, Alberta
Donalda este un sat cu 224 loc. (în 2006) el fiind situat în provincia Alberta din Canada.
Satul a fost întemeiat în anul 1911, el purtând numele întemeietorului satului Donald A. care era un muncitor de cale ferată de la societatea (Canadian National Railway). Satul este amplasat central în Alberta, el se află la altitudinea de 780 m deasupra n.m., ocupă o suprafață de 99 ha, având o densitate a populației de 226,3 loc./km².
În primii ani localnicii au greutăți create de ținutul de smârcuri în care se află satul, problemele au început deja la construirea șoselei și liniei de cale ferată. Cum au fost rezolvate aceste dificultăți se poate vedea în muzeul care se află în localitate. Tot aici în muzeu se poate vedea cea mai veche colecție de lămpi cu petrol. Donalda este locul de naștere al fotomodelului canadian Tricia Helfer.